# خانقاه و بازارچه بابک
مجموعه خانقاه و بازارچه بابک مربوط به دوره آل مظفر است و در میبد، مرکز محله سربالای فیروز آباد واقع شده و این اثر در تاریخ ۲ بهمن ۱۳۸۲ با شمارهٔ ثبت ۱۰۸۸۴ به‌عنوان یکی از آثار ملی ایران به ثبت رسیده‌است. این بازار متعلق به قرن هشتم هجری قمری است. شش باب مغازه و يک باب مازاری، يک خانه تاريخی به‌همراه بادگير بلند در ۱۷ دی ۹۷ به‌طور کامل تخريب و پاکسازی شد.